# Nanni Ricordi
Nanni Ricordi, pseudonimo di  Giovanni Carlo Emanuele Ricordi (Milano, 11 febbraio 1932 – Sala Monferrato, 15 gennaio 2012), è stato un produttore discografico e direttore artistico italiano, uno dei padri del movimento italiano dei cantautori che ha animato la scena musicale a partire dagli anni sessanta.

## Biografia

### Gli inizi
È nato da un ramo collaterale di una famiglia che lavorava nel mondo musicale da più generazioni: figlio di Camillo Ricordi, nipote di Emanuele "Manolo" Ricordi, bisnipote del celebre Giulio Ricordi, fu un suo quadrisavolo, Giovanni Ricordi, ad aver fondato la prima casa di edizioni musicali italiana, la Ricordi.
Dopo essersi diplomato in pianoforte, consegue la laurea in giurisprudenza, e dopo un breve periodo trascorso a Roma (dove fa il consigliere giuridico) entra nell'azienda di famiglia: la Ricordi sta cominciando proprio allora ad occuparsi anche di musica leggera, dando vita ad un'apposita Compagnia, la Ricordi Radio Record (spesso indicata con la sigla RRR), diretta dal paroliere Mariano Rapetti (padre dell'oggi più noto Giulio, in arte Mogol).
Nel 1955 Nanni Ricordi si trasferisce a New York, per seguire, affiancato da Franco Colombo, la promozione delle musiche edite dalla Ricordi sul mercato statunitense; contemporaneamente lavora come produttore per la RCA Victor, a stretto contatto con artisti come Perry Como, ed è in questo periodo che ha l'intuizione, osservando lo sviluppo delle case di edizioni musicali statunitensi, di dare vita ad un'etichetta discografica controllata dalle Edizioni Ricordi.

### La prima esperienza come discografico: la Dischi Ricordi
Quando torna a Milano, ascoltando nei locali della città molti nuovi autori e interpreti che scrivono canzoni che nessuno pubblica, decide di farli incidere lui stesso: con il sostegno di Franco Crepax, suo collaboratore, il primo ottobre 1958 nasce ufficialmente la Dischi Ricordi S.p.A., azienda autonoma anche se di proprietà al 100% delle edizioni musicali; il primo disco, uscito nello stesso mese, fu un album di Maria Callas (una registrazione della Medea di Luigi Cherubini), quasi per ribadire una sorta di continuità con l'attività della casa editrice, ma già nel mese di novembre vengono pubblicati i primi 45 giri di Giorgio Gaber.
In contemporanea viene deciso di trasformare i diciotto negozi di proprietà della casa editrice (che fino a quel momento vendevano per lo più spartiti e articoli musicali) anche in negozi di dischi, per poter promuovere le proprie incisioni.
Nanni Ricordi dimostra di avere molto fiuto come scopritore di talenti, e mette sotto contratto Giorgio Gaber, Umberto Bindi, Gino Paoli, Ornella Vanoni, creando inoltre un efficiente gruppo di lavoro con gli arrangiatori Giampiero Boneschi e i due fratelli Gian Piero Reverberi e Gian Franco Reverberi.

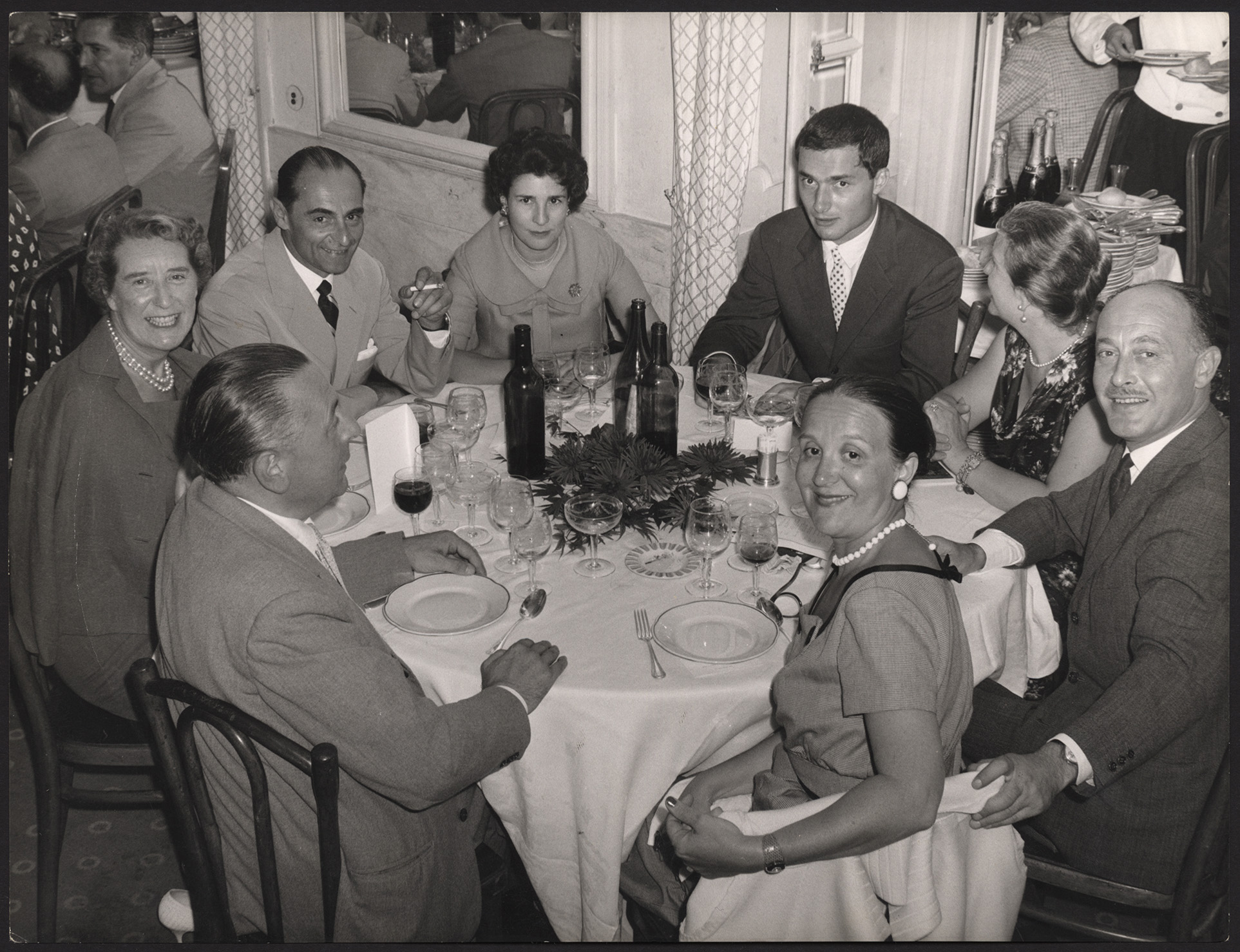
Ritratto di Winifred Hasker de Beaurepaire, Franco Colombo, Elena Vitale, Nanni Ricordi, Albertina Bai, Hervè Dugardin, Elvira Colombo, Luigi Bai. Foto di Publifoto, Stresa, 1958.

Decide quindi di fondare un'altra etichetta discografica, più piccola, proprio con l'obiettivo di ricercare nuovi talenti, da poter poi dirottare alla Dischi Ricordi: nasce così la Tavola Rotonda, per cui incidono Enzo Jannacci, Sergio Endrigo e Ricky Gianco.

### Direttore artistico alla RCA
All'inizio del 1962, in seguito ad alcuni contrasti con la casa editrice, abbandona l'etichetta che ha contribuito in maniera determinante a far nascere e, chiamato da Ennio Melis, inizia a lavorare per la RCA Italiana, come direttore artistico, trasferendosi a Roma (mentre Crepax diventa direttore artistico della CGD): lo seguono Paoli ed Endrigo, che lasciano la Dischi Ricordi.

### Il Festival dei Due Mondi di Spoleto
L'esperienza a Roma dura due anni: nel 1964 Gian Carlo Menotti gli propone la direzione artistica del Festival dei Due Mondi, e con questo ruolo Ricordi decide di inserire nella manifestazione lo spettacolo Bella Ciao, di Roberto Leydi e Filippo Crivelli (che ne cura la regia), basato sulla riproposta di canzoni popolari italiane sino a quel momento sconosciute ai più; allo spettacolo partecipano artisti come Giovanna Marini, Michele L. Straniero, Sandra Mantovani, Caterina Bueno, Ivan Della Mea, tutti componenti del Nuovo Canzoniere Italiano.
Bella Ciao, autentico caposaldo del folk revival italiano, resta nella storia, ottenendo un grande successo di pubblico e critica, e provocando anche scandali. Rimane famoso l'episodio in cui, durante l'esecuzione O Gorizia tu sei maledetta (canzone nata durante la prima guerra mondiale) in una delle repliche, un ufficiale dei carabinieri presente in sala, dopo avere contestato gli artisti, li denuncia per vilipendio della patria, oltre le reazioni contrastanti nel resto del pubblico, tra indignati e sostenitori della manifestazione.

### Produttore
Nanni Ricordi inizia in questo periodo, dopo quella di discografico, la carriera di produttore, lavorando, ad esempio, con Luigi Tenco e con Enzo Jannacci, i quali all'epoca erano entrambi alla SAAR e incidevano in particolare su etichetta Jolly: sui loro dischi comparirà infatti un ulteriore logo con la scritta "Produzioni NR".
Tra gli album di Jannacci prodotti da Nanni Ricordi, sono La Milano di Enzo Jannacci (1964), Enzo Jannacci in teatro (1964, dal vivo), Sei minuti all'alba (1966), e, per la RCA Italiana, Vengo anch'io. No, tu no (uscito su marchio Arc nel 1968, con il grande successo della canzone omonima) e La mia gente (1970).
Nello stesso periodo lancia Oscar Prudente, sempre con la Jolly; diventa poi nel 1967 direttore artistico della MGM, portando Prudente in quest'etichetta.
Nei primi anni del nuovo decennio, Nanni Ricordi si dedica anche all'attività politica, e lascia quindi un po' in secondo piano la musica, cui torna a dedicarsi nel 1974.

### Nuovamente discografico: la Ultima Spiaggia
È proprio in quell'anno infatti che fonda, insieme a Ricky Gianco, l'etichetta discografica indipendente Ultima Spiaggia, che da particolare attenzione ad artisti innovativi e d'avanguardia; per la distribuzione stipula un contratto con la RCA Italiana, e mette sotto contratto nomi come Enzo Jannacci, Gianfranco Manfredi, Ivan Cattaneo, David Riondino, Massimo Boldi e Claudio Lolli. Il marchio sarà costretto a chiudere per fallimento nel 1979.

### Sergio Caputo e gli ultimi anni
Negli anni ottanta ritorna a produrre come produttore per la CGD e per la Dischi Ricordi; l'artista più significativo da lui seguito è Sergio Caputo.
Negli anni novanta si ritira a vita privata. Muore all'età di 79 anni nella sua casa di Sala Monferrato il 15 gennaio 2012, lo ha reso noto il figlio Camillo, medico, direttore del Diabetes Research Institute and Cell Transplant Center presso l'Università di Miami.

### «Nanni Ricordi, le molte storie di una vita» un luogo di conservazione e di eventi culturali e musicali
Sabato 28 ottobre 2017 l’Amministrazione Comunale di Sala Monferrato ha dedicato a Nanni Ricordi un luogo permanente, posto nella via centrale del Paese, dove è allestita una mostra che rievoca il personaggio in vari momenti della sua movimentata esistenza. Presenti all'inaugurazione Paolo Conte, Gino Paoli, Ricky Gianco e Ivan Cattaneo.

## Dischi prodotti da Nanni Ricordi
- 1962 - Luigi Tenco di Luigi Tenco
- 1966 - Sei minuti all'alba di Enzo Jannacci
- 1968 - Vengo anch'io. No, tu no di Enzo Jannacci
- 1970 - La mia gente di Enzo Jannacci
- 1975 - Quelli che... di Enzo Jannacci
- 1976 - O vivere o ridere di Enzo Jannacci
- 1979 - Foto ricordo di Enzo Jannacci
- 1979 - Un gelato al limon di Paolo Conte
- 1980 - Ci vuole orecchio di Enzo Jannacci
- 1983 - Un sabato italiano di Sergio Caputo
- 1983 - Discogreve di Enzo Jannacci